# Decretos de Carlsbad

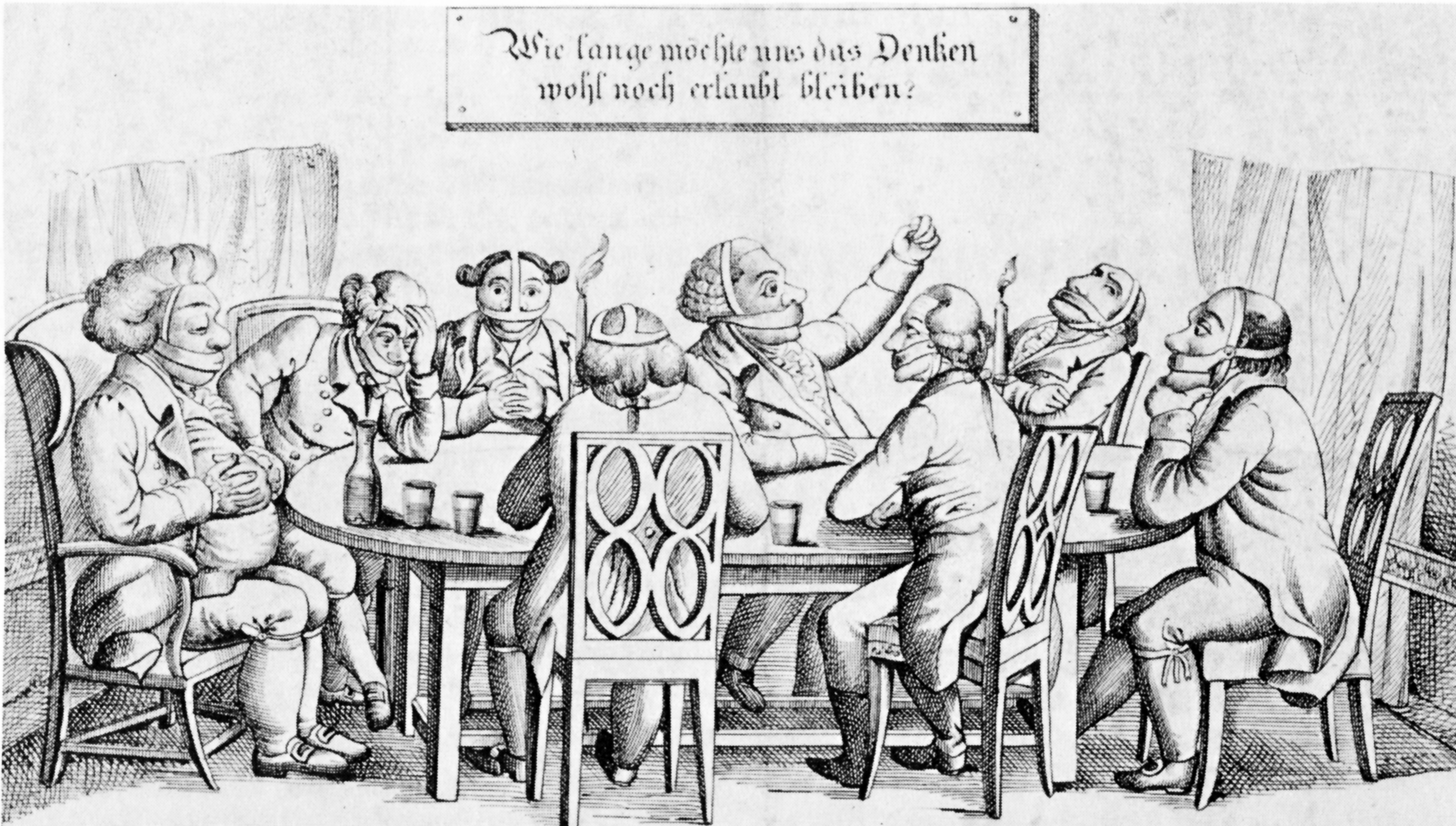
Litografia contemporânea criticando as novas restrições à imprensa e a liberdade de expressão imposta pelos Decretos de Carlsbad. No aviso na parede atrás da mesa pode ler-se: "Questão importante a ser considerada na reunião de hoje: 'Durante quanto mais tempo nos será permitido pensar?'" O aviso em cima à direita lista as regras do Clube de Pensadores (Der Denker-Club): "I. O presidente dá início à reunião precisamente às 8 horas da manhã/ II. A primeira regra de uma sociedade educada é o silêncio./ III. Para evitar que qualquer membro que tenha expressado a sua opinião acabe na prisão, serão distribuídas armas à entrada./ IV. O objecto da discussão, o qual, depois de uma madura reflexão deva ser discutido em cada reunião, será escrito em letras maiúsculas num quadro.

Os Decretos de Karlsbad consistiram num conjunto de restrições sociais introduzidas na Confederação Germânica pelo príncipe Klemens Wenzel von Metternich, em 20 de Setembro de 1819, após uma conferência em Carlsbad, na Boémia, então parte do Império Austríaco.
Os Decretos devem ser tomados no contexto da reação aos ideais da Revolução Francesa, após a derrota final de Napoleão. No período que se seguiu à sua queda, os embates entre liberais e conservadores sofreram intervenção dos países que Quíntupla Aliança, no contexto da doutrina consignada no Concerto Europeu. Neste sentido, após o assassínio do dramaturgo Kotzebue por um estudante exaltado, Metternich, que dominava a Confederação Germânica, convenceu-se de que toda a Europa Central estava a ponto de ser engolfada por uma revolução radical. 
Destarte, dissolveram de maneira efetiva as corporações de estudantes (Burschenschaften) e também introduziram inspetores nas universidades e censura de imprensa. Os reformadores de muitos governos locais foram forçados a abandoná-los, e, em 1820,  todos os movimentos de reforma significativos na Alemanha tinham cessado. 
Precisamente porque as corporações estudantis as tinham adoptado, entre outras medidas, as resoluções de Carlsbad proibiram o traje antigo alemão, divulgado por Ernst Moritz Arndt nas guerras Napoleónicas, e que, posteriormente, o usaram os membros do corpo de voluntários de Ludwig Adolf Wilhelm von Lützow.